# ラシュカ (歴史的地域)
ラシュカ (セルビア語: Рашка; ラテン語: Rascia) は、現在のセルビア南西部、またかつては現在のモンテネグロの北東部や現在のボスニア・ヘルツェゴヴィナ東部の大部分も含んでいた歴史的地域。中世セルビアにおいて、この地域はセルビア王国やその前身であるラシュカ国家の中心地となっており、前者の首都の一つラス（スタリ・ラス）もここに位置していた。

## 名称

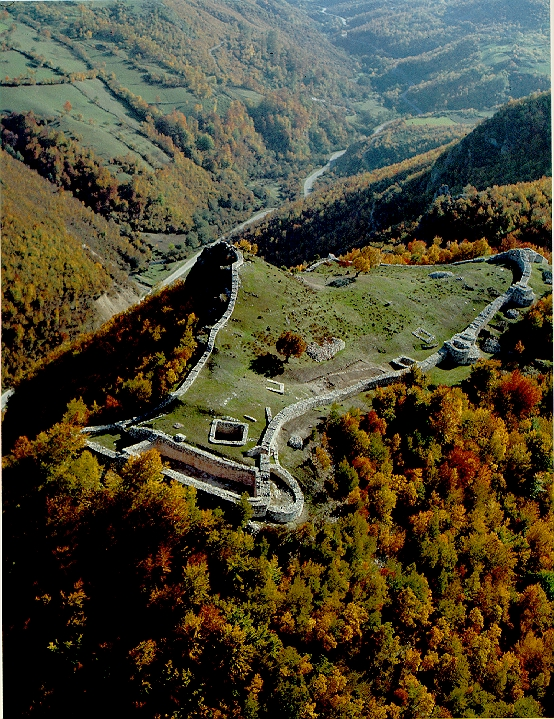
ラシュカの首都の一つラス城の遺構

ラシュカという地名は、この地域で最重要の拠点だったラスの城に由来する。この城は、6世紀に東ローマ帝国の歴史家プロコピオスが『建築について』の中で「アルサ」と呼んでいるのが文献上の初出である。10世紀までにはラスという名が一般的になり、コンスタンティノス7世ポルフュロゲネトスの『帝国統治論』や、東ローマ帝国領ラスのカテパノ（司令官、総督）を務めたヨハネス  (在任: 971年ごろ–976年)の印章でも使われている。
同時に、ラスには聖使徒ペトル・パヴェル教会を中心とするラシュカ総主教代理座がおかれた。次第にこの総主教代理の管轄下に置かれた地域がラシュカ（「ラスの」の意）と呼ばれるようになり、後にはこれが一般的な地域名となった。
ステファン・ネマニャの時代 (1166年-1196年)、ラス城は彼の国家、後のセルビア王国の首都として再開発され、またその国家全体を指すエポニムとなった。初めてセルビア国家をラシュカあるいはラスキア、ラシア (ラテン語: Rascia / Rassia)と呼んでいる文献は、1186年にコトルで発行された特許状である。この中ではステファン・ネマニャが「ラスキアの支配者」と呼ばれている。

## 歴史

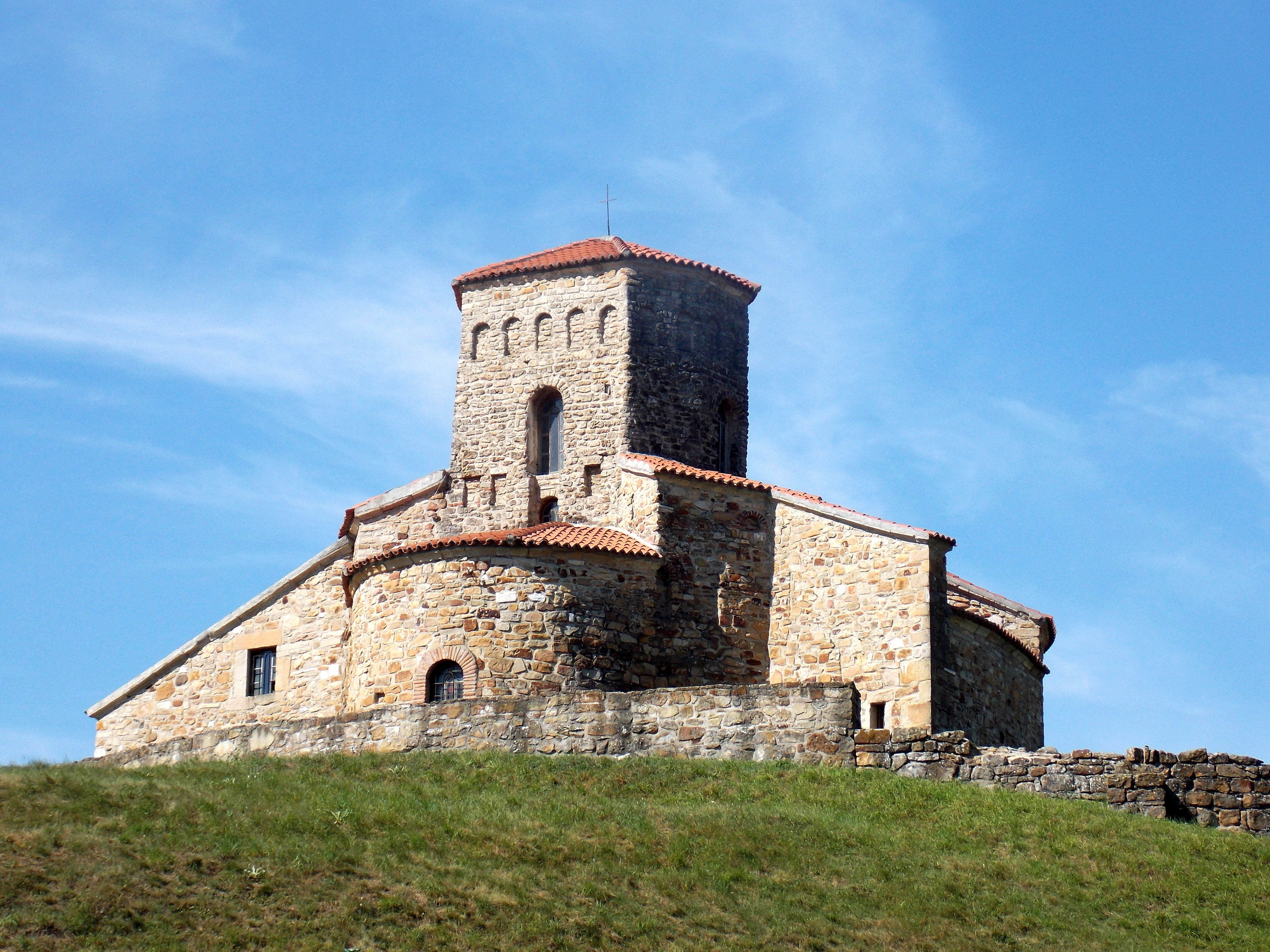
ラスの聖使徒ペトル・パヴェル教会

### 中世
10世紀に東ローマ皇帝コンスタンティノス7世が著した『帝国統治論』にある9世紀末の時期についての記述で、ブルガリアとセルビアの国境地帯にあったラサ(Rasa、スタリ・ラス)という地名が言及されている。後世の研究によれば、9世紀後半のラスは第一次ブルガリア帝国の勢力下にあった。971年、東ローマ帝国はラスを中心としてカテパノが統治する行政区画が設置された。しかし976年にブルガリアに奪回された。その後1016年から1018年の間にバシレイオス2世のもと東ローマ帝国が再占領した。1080年代になると、地域としてのラシュカは徐々にドゥクリャを治めるヴォイスラヴリェヴィチ朝の支配下に入り、その後新たにヴカノヴィチ朝の国家（ラスキア/ラシュカ）の一部となった。ただ一部は東ローマ帝国が全線地域として保持していたが、ヨハネス2世コムネノスの時代にハンガリーとの戦争の中で喪失した。なお中心都市ラスは、1112年までにラシュカの大ジュパンであったヴカンに征服された可能性がある。後世の考古学研究によれば、ラスはアレクシオス1世コムネノス(1048年-1118年)の時代には東ローマ帝国支配下にあった。ただしそれまで一貫して東ローマ帝国に支配されてわけではないようである。アレクシオス1世の時代、ラスは東ローマ帝国の北方防衛線を守る要塞が置かれていた。彼が1081年から1092年に用いていた印章が、2018年に付近から発見されている。この東ローマ帝国の要塞は1122年ごろに焼かれたようで、おそらくこれがヨハネス2世によるセルビア懲罰遠征のきっかけとなっている。この遠征で、ラシュカに住んでいた多くのセルビア人が小アジアへ強制移住させられた。それでもヴカンはハンガリー王との同盟関係を保ち、1127年から1129年の間に再びラスを焼き払った。最後の防衛指揮官だったクリトプロスという人物は、要塞喪失の責を負って皇帝に罰された。ラスの街は要塞の近くで発展していた。ラスを中心とする行政区画と主教区は、セルビア勢力が東ローマ帝国から奪った最初の重要な行政区画であった。以後セルビア国家はラスを首都としたため、ラテン語文献では支配者がラスキアニ(Rasciani)、国家名がラスキア(Rascia)と記述されるようになった。ハンガリー語やドイツ語では、この名称がセルビア国家を指すものとして19、20世紀まで使われ続けた。
1149年、マヌエル1世コムネノスがラス要塞を奪回した。しかしその後数十年のうちに、セルビアの支配下に戻った。1160年代にラスは再建され、宮殿群が建設された。この時期に大ジュパンとなり、後にセルビア王を称するステファン・ネマニャは、ラスを君主の在所とした。ただし彼やその後継者たちはラスに留まらず、領内各地の宮殿を転々として暮らした。東ローマ帝国の干渉は12世紀末まで続き、セルビアの封建領主たちはしばしば東ローマ帝国を宗主と認めた。1190年に東ローマ皇帝イサキオス2世アンゲロスとステファン・ネマニャの戦争が引き分けに終わって初めて、ラシュカは東ローマ帝国から完全な独立を認められた。
ステファン・ネマニャの子ステファン・ネマニッチが1217年にローマ教皇ホノリウス3世 (ローマ教皇)から「セルビア王」の称号が認められ、ネマニッチ朝セルビア王国が対外的にも認められた。その後、地域としてのラシュカはセルビア国家（セルビア王国、セルビア帝国、セルビア専制侯国）の中心地であり続けたが、1455年ごろにオスマン帝国に併合された。

### 近代

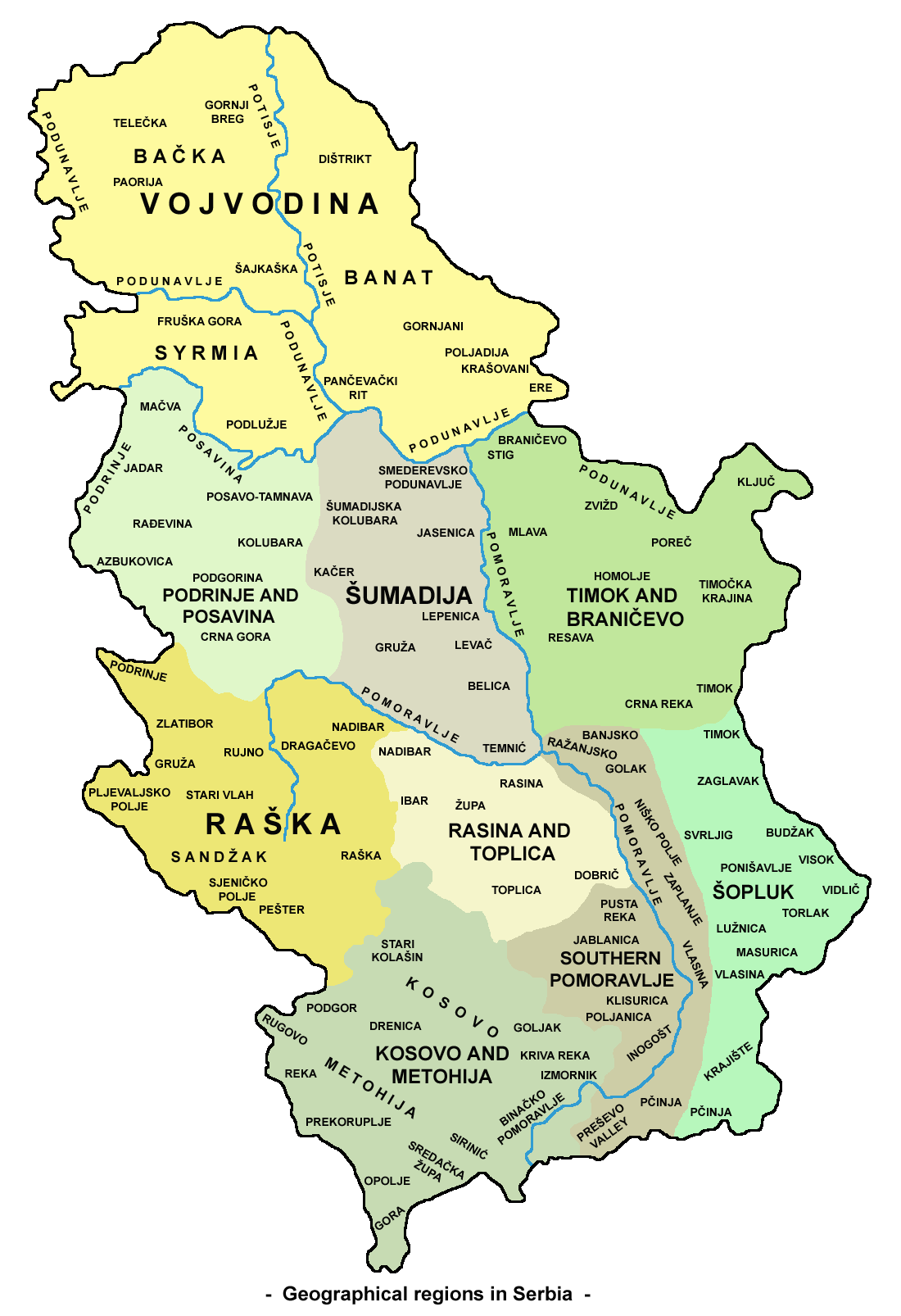
近現代セルビアの地方区分。歴史的地域としてのラシュカの大部分はセルビア領（Raška）となっているが、一部はモンテネグロ北部やボスニア・ヘルツェゴヴィナ東部を構成している。

1833年、歴史的ラシュカの北部、ラシュカ川とイバル川の合流点までの領域が、オスマン帝国から分離されセルビア公国に編入された。これを記念するべく、セルビア公ミロシュ・オブレノヴィチ1世 (在位: 1815年-1839年)は両川の合流点の、オスマン帝国領を対岸に臨む土地に新しい都市を建設し「ラシュカ」と名付けた。
1878年、現在のアンドリイェヴィツァを中心とする歴史的ラシュカの南西部が、オスマン帝国から分離されモンテネグロ公国に編入された。モンテネグロ公ニコラ1世 (在位: 1860年-1918年、1910年からはモンテネグロ王)もこれを記念するべく、新たに獲得した領土に新設した東方正教会の教区をザフムリェ＝ラシュカ教区 (セルビア語: Епархија захумско-рашка)と名付けた。
1912年、歴史的ラシュカの中央部がオスマン帝国からセルビア王国とモンテネグロ王国へ編入された。ラシュカの名称の起源であるスタリ・ラスの要塞は、セルビアに属することとなった。
1918年から1922年の間、ノヴィ・パザルを首府とするラシュカ郡がセルブ・クロアート・スロヴェーン王国によって設置されていた。この行政区画は、1922年にチャチャクを首府とするラシュカ州（オブラスト）へ再編された。1929年にはラシュカ州も廃止され、3つの州（バノヴィナ）に分割された。この地域は、さらに広い範囲を指す歴史的地域スタラ・セルビアの一部でもある。
現在のセルビア内では、歴史的ラシュカはおおよそ,ラシュカ郡、ズラティボル郡、モラヴィツァ郡にまたがっている。

## 文化

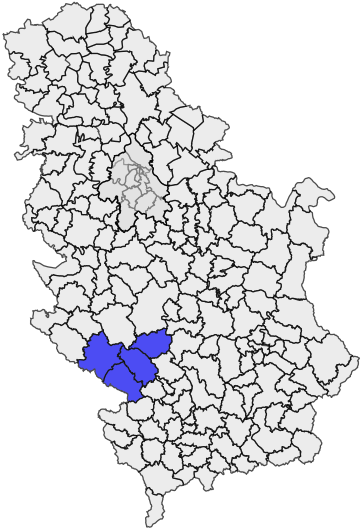
現代セルビア南西部の、ラシュカ地域の枢要部（最も狭い定義）

ラシュカの支配者たちが建設したセルビア西部やボスニア東部の教会は、ラシュカ派と呼ばれる特徴的な建築様式に属している。主なものとしては、スタリ・ラスの聖使徒ペタル・パヴレ教会、グラダツ修道院、スタラ・パヴリツァ修道院が挙げられる。